# Chlorestes
Genre
Chlorestes est un genre d'oiseaux de la famille des Trochilidae.

## Liste des espèces
Selon le Congrès ornithologique international (ordre phylogénique), il comporte cinq espèces :
- Chlorestes candida – Ariane candide
- Chlorestes eliciae – Saphir d'Élicia
- Chlorestes cyanus – Saphir azuré
- Chlorestes julie – Colibri de Julie
- Chlorestes notata – Colibri à menton bleu